# Cales (general)
Cales o Cal·les (en grec antic Κάλας, Κάλλας) fou un general de Cassandre que el va enviar amb un cos d'exèrcit contra Polispercó a Perrèbia, mentre ell mateix marxava a Macedònia per venjar-se d'Olímpies, l'any 317 aC.
Cales va subornar als soldats de Polispercó i va aconseguir la deserció de molts d'ells. Polispercó va quedar assetjat llavors a Nàxion (Naxium), una ciutat de la Perrèbia i quan es va assabentar de la mort d'Olímpies es va escapar del setge amb alguns fidels i es va refugiar amb Aecides a Etòlia l'any 316 aC, segons diu Diodor de Sicília.